# Polynoncus gemmifer
Polynoncus gemmifer är en skalbaggsart som beskrevs av Blanchard 1846. Polynoncus gemmifer ingår i släktet Polynoncus och familjen knotbaggar. Inga underarter finns listade i Catalogue of Life.